# Burg Finsterlohr
Burg Finsterlohr ist eine abgegangene mittelalterliche Burg in Finsterlohr, einem Stadtteil von Creglingen im Main-Tauber-Kreis in Baden-Württemberg.

## Geschichte
Die Burg wurde von den Herren von Finsterlohr erbaut und als Stammsitz genutzt. Die Urzelle der Burg dürfte innerhalb einer heute noch zu sehenden Ummauerung gelegen haben. Die steile Schlucht und eine von zwei Seiten geschützte, exponierte Lage waren wohl ausschlaggebend für die Wahl der Lage. Die Burg gilt als Ausgangspunkt der Siedlung Finsterlohr. Nachdem die Burg im Jahre 1381 von Rothenburgern niedergebrannt worden war, gab man sie in der Folge auf.
Bei der romanischen Wehrkirche St. Margaretha bestehen noch geringe Reste der ehemaligen Burg.